# Canelas (Peso da Régua)
Canelas ist ein Ort und eine ehemalige Gemeinde (Freguesia) im portugiesischen Kreis Peso da Régua. Die Gemeinde hatte 657 Einwohner (Stand 30. Juni 2011).
Am 29. September 2013 wurden die Gemeinden Canelas und Poiares zur neuen Gemeinde União das Freguesias de Poiares e Canelas zusammengeschlossen.